# ジョージ・スティール
ジョージ・スティール（George "The Animal" Steele、本名：William James Myers、1937年4月16日 - 2017年2月16日）は、アメリカ合衆国のプロレスラー。ミシガン州デトロイト出身。
ジ・アニマルの異名通り、スキンヘッドに全身剛毛の狂獣系ヒールとして一時代を築いた怪奇派レスラーの大御所である。1980年代中盤からはWWFでコミカルなベビーフェイスに転向して、子供たちの人気を集めた。
日本では「ジョージ・スチール」と表記されていたが、本項では原音に近い表記を使用する。

## 来歴
ミシガン州立大学を卒業後、ミシガン州マディソンハイツで高等学校の体育教師をしていた。その一方、地元デトロイト地区のプロモーターだったバート・ルビーに師事し、1960年にプロレスラーとしてデビューする。当時は教員を続けながら学校の休暇時にリングに上がり、素性を隠すために覆面レスラーのザ・ステューデント（The Student）として試合を行っていた。
その後、覆面を脱いで狂乱ファイターのジョージ "ジ・アニマル" スティール（George "The Animal" Steele）に変身。ハイスクールでアメリカンフットボールとレスリングの非常勤コーチを務めつつ、本格的にプロレスに注力するようになる。1967年からはWWWFに進出。翌1968年5月20日には、ニューヨークのマディソン・スクエア・ガーデンにてブルーノ・サンマルチノのWWWF世界ヘビー級王座に挑戦した。
以降、1980年代初頭までデトロイトのNWAビッグタイム・レスリングとWWWF（WWF）を主戦場に、両テリトリーを股にかけて活躍した。本拠地デトロイトではザ・シークやボボ・ブラジルと遺恨試合を繰り広げ、1980年5月3日にはフランキー・レインと組んでNWA世界タッグ王座を獲得。ニューヨークではゴリラ・モンスーンやチーフ・ジェイ・ストロンボーと抗争し、ペドロ・モラレス、サンマルチノ、ボブ・バックランドら歴代王者にも再三挑戦した。
この間、日本には1971年7月に日本プロレス、1974年7月に全日本プロレス、1979年6月に新日本プロレスに参戦している。ジャイアント馬場やアントニオ猪木ともシングルマッチで対戦したが、直線的で単調な試合スタイルが日本では受け入れられず、実績を残すことはできなかった。なお、WWFでは1981年にキラー・カーンとタッグチームを組んだことがある。
1984年、ビンス・マクマホン・ジュニアの新体制下で全米侵攻を進めていたWWFと再契約。ミスター・フジをマネージャーに迎え、かつてと同様にヒールのポジションでWWF世界王者ハルク・ホーガンに挑戦したが、1985年5月10日収録のサタデー・ナイト・メイン・イベントでの6人タッグマッチにおいて、悪党仲間のアイアン・シーク&ニコライ・ボルコフと仲間割れ。これを機にベビーフェイスに転向して、異色の人気者となる。1986年からはランディ・サベージとの抗争がスタートし、サベージのマネージャーだったミス・エリザベスに恋をするという美女と野獣アングルも組まれた。同年9月10日のハウス・ショーではサベージ戦を終えた後、覆面を被ってビッグ・マシーン&スーパー・マシーンとトリオを組み、アニマル・マシーン（Animal Machine）と名乗ってボビー・ヒーナン、ビッグ・ジョン・スタッド、キングコング・バンディとの6人タッグマッチにも出場した。
その後もWWFのミッドカード戦線で活躍し、マイン（Mine）なるハンドパペットを「友人」として帯同するなど、後のマンカインドとミスター・ソッコのギミックの先駆的存在ともなったが、1988年にクローン病を患い引退。リタイア後は、その特異なキャラクターを活かし俳優業にも進出、1994年公開の映画『エド・ウッド』（ティム・バートン監督、ジョニー・デップ主演）では、同じく元プロレスラーの俳優トー・ジョンソン（Tor Johnson）の役を演じた。風貌が似ていることから、スティールはレスラー時代にジョンソンと間違えられることが度々あったという。
1995年にWWE殿堂に迎えられ、1997年12月29日にはTAKAみちのくのパートナーとして『Raw is War』に出場（ジェリー・ローラー&ブライアン・クリストファーと対戦）。翌1998年末からはジ・オディティーズ（クルガン、ゴルガ、ジャイアント・シルバ）のマネージャー役となってアティテュード期のWWFに復帰した。
2000年1月10日にはWCWの『マンデー・ナイトロ』でジェフ・ジャレットと対戦。特別レフェリーのクリス・ベノワおよびオールド・エイジ・アウトローズ（アーン・アンダーソン、ラリー・ズビスコ、ポール・オーンドーフ、テリー・ファンク）のフォローを受けて勝利を飾っている。以降もインディー団体へのスポット出場を続け、2008年6月8日にはジェイク・ロバーツ、カマラ、ココ・B・ウェアと共にTNAのPPV "Slammiversary" に登場。ジェイ・リーサルとソウ・カル・バルのウェディング・セレモニー（かつてWWFで行われたランディ・サベージとエリザベスの結婚式のパロディ）に出席した。
2010年11月15日、"Old School edition" と銘打って行われたスペシャル版のWWE『Raw』に出演、コフィ・キングストン対デビッド・オタンガ戦に乱入し、往年の "Big Bite"（ターンバックルの噛み破り）を見せた。
2017年2月16日、79歳で死去。

## エピソード
- ヒール期のインタビューシーンでは、よだれを垂らしながら緑色に塗られた舌を突き出していた。マネージャーのフレッド・ブラッシーによると、口の中にクロレッツを含んで色を付けていたとのこと[23]。
- 少女時代のステファニー・マクマホンは、スティールを本当の狂人と思い込んで真剣に怖がり、会場で彼に出くわすとビンスの後ろに隠れて怯えていたという[24]。

## 得意技
- アニマル・クラッチ（The Animal Clutch） - リフティング・ハンマーロック。相手をハンマーロックに決めたまま担ぎ上げる怪力技。
- ビッグ・バイト（Big Bite） - コーナーのターンバックルを噛み破り、中に入っていた緩衝材を撒き散らす行為[3]。
- ベアハッグ
- ランニング・スプラッシュ

## 獲得タイトル
NWAデトロイト
- NWA世界タッグ王座（デトロイト版）：1回（w / フランキー・レイン） [7]

スーパースターズ・オブ・レスリング
- カナディアン・ヘビー級王座（ニューファンドランド版）：1回

グランデ・レスリング・アライアンス
- GWAヘビー級王座：1回

ワールド・レスリング・フェデレーション
- WWE殿堂：1995年度[19]